# Kārlis Rusovs
Kārlis Rusovs, ps. Salna, segvārds Raiskums (ur. 30 listopada 1916, zm. 8 września 2005) – łotewski nauczyciel, następnie uczestnik antyradzieckiego podziemia na Łotwie po II wojnie światowej.

## Życiorys
Ukończył studia w Instytucie Pedagogicznym w Rydze. Od 1938 r. pracował jako nauczyciel w Kiesiu, Cesvainē i Lizumie. Według Rafała Wnuka razem z braćmi Jānisem i Pēterisem przeszedł niemieckie przeszkolenie w zakresie walki partyzanckiej w ramach SS-Jagdverband Ost, razem z innymi łotewskimi ochotnikami przygotowywanymi do walki partyzanckiej na tyłach Armii Czerwonej, w ramach operacji Dziki Kot (niem. Wildkatze, łot. Mežaķakis). Stworzona w ramach szkolenia grupa braci Rusovsów wiosną 1945 r. znajdowała się w Kiesiu. Tam też wiosną 1945 r. została oficjalnie włączona do antyradzieckiego, niepodległościowego Zjednoczenia Narodowych Partyzantów Łotwy (LNPA), tworzonego przez partyzantów wyszkolonych przez Niemców, przez komendanta Zjednoczenia Pēterisa Supe. Informacjom o przeszkoleniu Rusovsa i jego braci przez SS zaprzecza natomiast łotewski historyk Heinrihs Strods.
Oddział, w którym walczyli bracia Rusovs, działał w rejonie Madony. 21 września 1945 r. zajął wioskę Mēdzūla. Wcześniej, 1 sierpnia 1945 r., w starciu z NKWD zginął Pēteris Rusovs, zaś 21 września najstarszy z braci – Jānis. Kārlis, najmłodszy, przejął wówczas dowodzenie oddziałem. Redagował również partyzancką gazetę „Srebrzyste Słońce” („Sudrabota Saule”). Łotewskie podziemie zostało zdziesiątkowane podczas operacji NKWD w powiecie madońskim na przełomie 1945 i 1946 r. W 1948 r. Rusovs formalnie był szefem Sztabu Centralnej Liwonii, jednak w praktyce dowodził jedynie 45 partyzantami ukrywającymi na terenie powiatu kieskiego, nie mając nawet kontaktu z tymi, którzy ukrywali się przed NKWD i MGB w sąsiednim powiecie. Został ujęty po tym, gdy MGB udało się wprowadzić do jego otoczenia swojego agenta, ps. Pēteris Lidumus, któremu udało się przekonać Rusovsa, iż jest przywódcą młodzieżowej organizacji konspiracyjnej w Rydze. Rusovs został schwytany w sierpniu 1948 r. Podczas jego aresztowania MGB przejęło również archiwum Sztabu Centralnej Liwonii, co doprowadziło do zatrzymania kolejnych 10 partyzantów i 97 wspierających ich ludzi.
Kārlis Rusovs został najpierw osadzony w Więzieniu Centralnym w Rydze, następnie skazany na 25 lat łagru, którą to karę odbywał w Workucie. W 1987 r. otrzymał zgodę na powrót na Łotwę. Osiadł w Valmierze.